# 在日本朝鮮民主女性同盟
在日本朝鮮民主女性同盟（ざいにほんちょうせんみんしゅじょせいどうめい、朝: 재일본조선민주녀성동맹、略称女性同盟）は、1947年に結成された在日本朝鮮人総聯合会（朝鮮総聯）傘下の女性団体である。なお、略称としては「女性同盟」の他「ニョメン」という表記が使われるケースもあり、女性同盟のホームページでも「Nyomeng」の表記が使用されている。機関誌は「朝鮮女性」。

## 概要
日本の降伏による朝鮮解放後、在日本朝鮮人連盟（朝聯）婦人部に起源を持つ在日本朝鮮婦女同盟（婦同）を改称する形で、1947年10月12日に結成された。発足時の同盟員数は11万人とされる。上部組織である朝聯が1949年に解散させられた際女性同盟は解散を免れ、1955年の総聯結成時にはその傘下団体となった。このため女性同盟は在日朝鮮人団体としては最も長い間活動している団体であり、朝聯解散から総聯結成までの間、女性同盟が事実上在日朝鮮人全体の利益を代表する団体として活動していた。
いわゆる「日本人妻」の存在や、活動目的に「民主主義女性の国際的提携」を掲げたことから、在日朝鮮人女性のみならず日本人女性も女性同盟に所属しており、例えば山口県では1948年8月時点で県内の同盟員60人のうち20人が日本人女性であった。対立関係にある在日本大韓民国民団（民団）に所属する在日韓国人女性へも参加を呼び掛けていた記録が残っている。2020年代時点でも「日本女性、世界の進歩的女性との親善と連帯」を活動目的の一つに掲げており、日本人女性の参加を前提とした交流行事などを行っている。
1967年10月、国際民主女性同盟に加盟した。